# Ловер-Сімілкамін 2
Ловер-Сімілкамін 2 (англ. Lower Similkameen 2) — індіанська резервація в Канаді, у провінції Британська Колумбія, у межах регіонального округу Оканаґан-Сімілкамін.

## Населення
За даними перепису 2016 року, індіанська резервація нараховувала 58 осіб, показавши зростання на 16,0%, порівняно з 2011-м роком. Середня густина населення становила 4,5 осіб/км².
Працездатне населення становило 55,6% усього населення, рівень безробіття — 40%.

## Клімат
Середня річна температура становить 8,5°C, середня максимальна – 24°C, а середня мінімальна – -10,5°C. Середня річна кількість опадів – 301 мм.
| Клімат поселення                              | Клімат поселення | Клімат поселення | Клімат поселення | Клімат поселення | Клімат поселення | Клімат поселення | Клімат поселення | Клімат поселення | Клімат поселення | Клімат поселення | Клімат поселення | Клімат поселення | Клімат поселення |
| Показник                                      | Січ.             | Лют.             | Бер.             | Квіт.            | Трав.            | Черв.            | Лип.             | Серп.            | Вер.             | Жовт.            | Лист.            | Груд.            |                  |
| Середній максимум, °C                         | 4,18             | 7,46             | 11,62            | 16,02            | 20,41            | 24,03            | 23,49            | 23,47            | 18,38            | 11,86            | 5,50             | 1,18             |                  |
| Середня температура, °C                       | −3,14            | 0,14             | 4,30             | 8,70             | 13,09            | 16,70            | 19,95            | 19,91            | 14,84            | 8,33             | 1,95             | −2,4             |                  |
| Середній мінімум, °C                          | −10,46           | −7,18            | −3,04            | 1,36             | 5,76             | 9,38             | 16,40            | 16,37            | 11,30            | 4,77             | −1,6             | −5,94            |                  |
| Норма опадів, мм                              | 30               | 21               | 18               | 22               | 30               | 33               | 24               | 24               | 17               | 16               | 28               | 38               |                  |
| Середньомісячна швидкість вітру, м/с          | 2.20             | 2.20             | 2.61             | 2.81             | 2.72             | 2.71             | 2.64             | 2.51             | 2.31             | 2.31             | 2.32             | 2.20             |                  |
| Середньомісячна сонячна радіація, кДж/м²·день | 3498             | 6902             | 11478            | 16378            | 20114            | 21844            | 23327            | 20034            | 14500            | 8414             | 4004             | 2740             |                  |
| --------------------------------------------- | ---------------- | ---------------- | ---------------- | ---------------- | ---------------- | ---------------- | ---------------- | ---------------- | ---------------- | ---------------- | ---------------- | ---------------- | ---------------- |
| Джерело:                                      |                  |                  |                  |                  |                  |                  |                  |                  |                  |                  |                  |                  |                  |